# 天主教盧戈教區
天主教盧戈教區（拉丁語：Dioecesis Lucensis in Hispania）是西班牙一個羅馬天主教教區，屬聖地亞哥-德孔波斯特拉總教區。
教區相信成立於2世紀，位於盧戈省南部。2007年，在當地296,961人口中，有教友296,389人，佔轄區總人口99.8%、1.138個堂區、401名司鐸、68名修士、328名修女。現任教區主教為阿方索·卡拉斯科·羅科。